# ヤマハ・YA-1

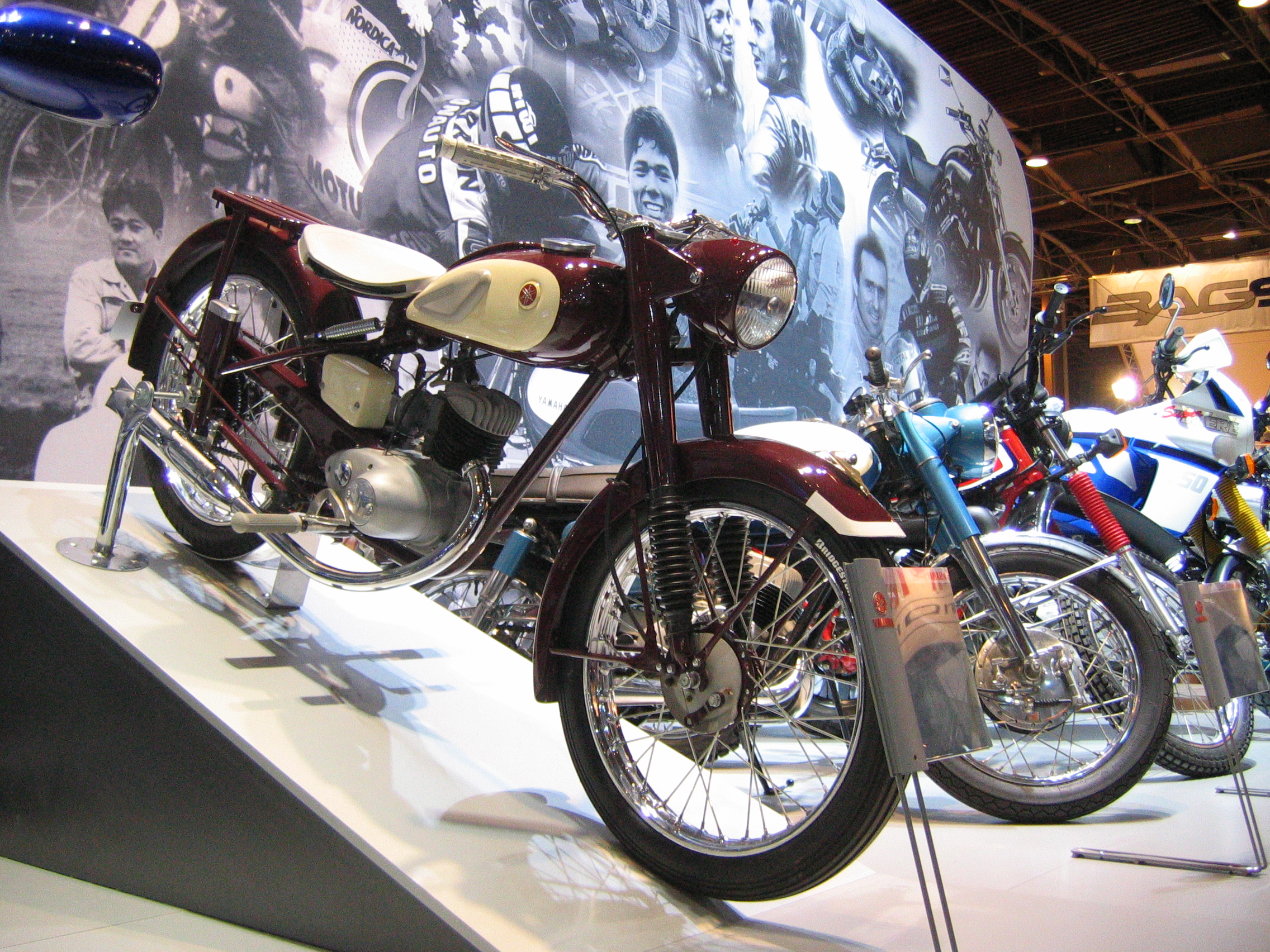
ヤマハ・YA-1

ヤマハ・YA-1（ワイエー-ワン）は、1955年から1958年にかけて日本で製造・販売されていたオートバイ。日本楽器製造（現・ヤマハ）が開発・製造・発売したオートバイである。
日本車として初めてプライマリーキックスターターを採用した車両であり、自動車技術会による日本の自動車技術330選にも選出されている。

## 概要

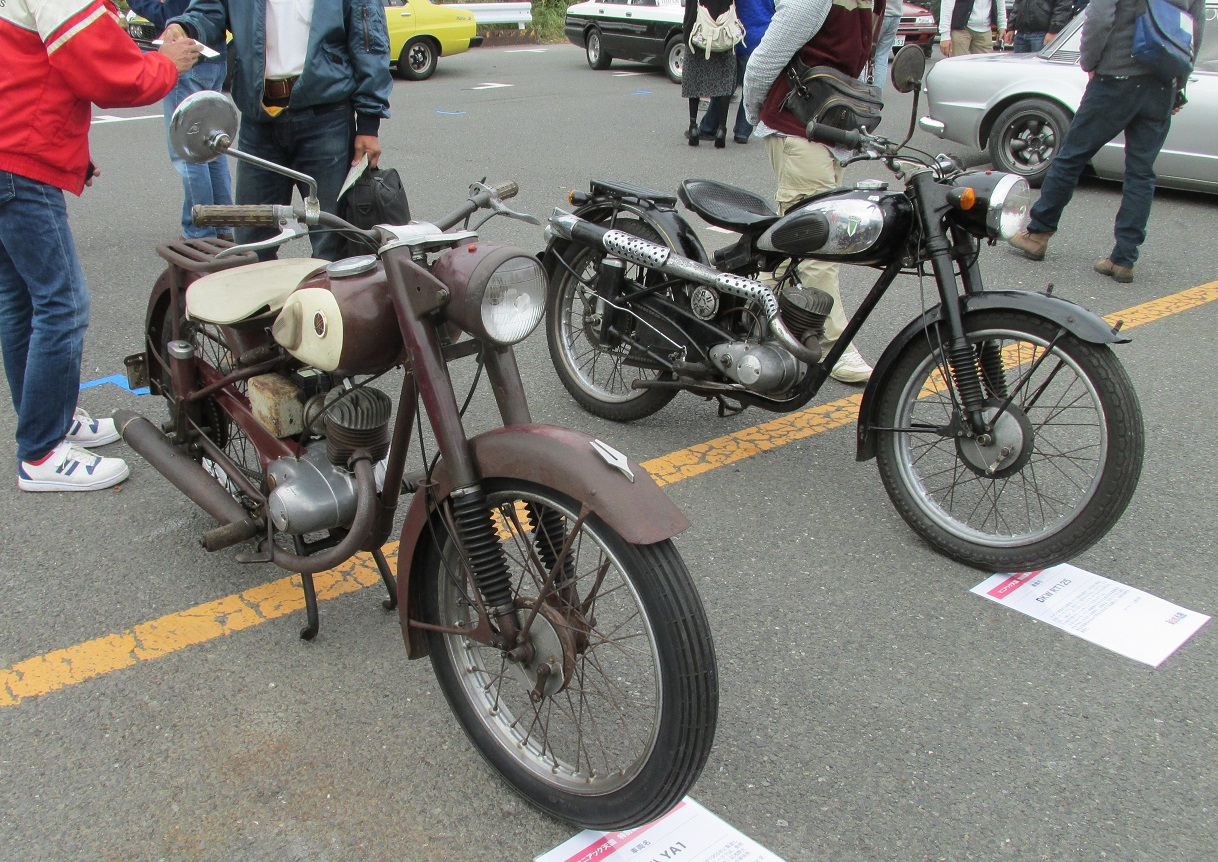
ヤマハ・YA-1（左）とDKW・RT125（右）。両車の基本構造が相似していることが分かる

オートバイ事業部を分社化（後のヤマハ発動機）する直前の日本楽器製造が、最初にオートバイの製造に乗り出して発売したオートバイであり、ヤマハ発動機のオートバイのルーツである。排気量は125cc、最高出力5.6馬力、最大トルク0.96kgm。愛称は赤トンボ。
その設計は、ドイツ・DKW（デーカーヴェー）社が開発した小型オートバイの代表的モデル・RT125に範をとった、同時代に多く見られた設計の一つであるが、スタイリングにはGKデザイングループが関与している。1954年10月に発表。翌1955年1月より生産開始、2月発売。
まだ黎明期であった日本のモータースポーツにおいて活躍を残しており、発売された1955年7月10日の第3回富士登山レースではウルトラライト級の優勝を果たす。これはヤマハ発動機創立から10日目のことであった。さらに3ヵ月後、第1回浅間火山レースでは125ccクラスにおいて1位から4位までを独占するという成果を収めた。これにより、楽器メーカーとしてのイメージしかなかった「ヤマハ」の名を、モーターサイクルファンの間にも定着させるきっかけを作った。

## 開発背景

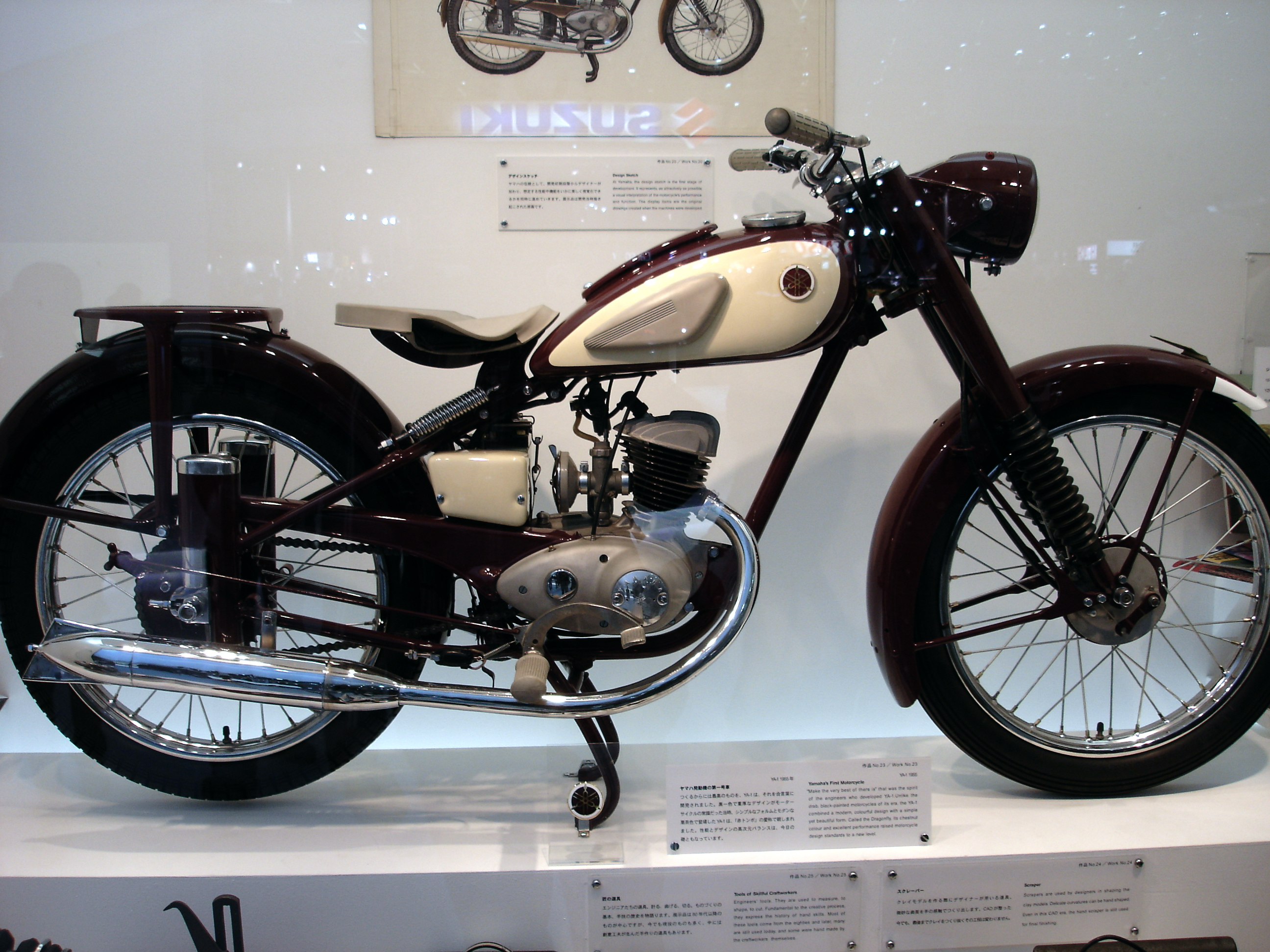
2005年東京モーターショーでのYA-1

1945年、第一次世界大戦から第二次世界大戦にかけて軍需企業として戦闘機部品の生産を行っていた日本楽器製造（現・ヤマハ）は、日本の戦争賠償の指定により工場の閉鎖と製造機器の差し押さえを命じられた。
1950年代初頭、賠償指定機械解除に伴い、戦闘機部品を製造していた佐久良工場で保管されていた機械の平和利用に限った使用が認められ、1953年11月7日には、当時の社長であった川上源一よりエンジン製作を開始する旨が社員に伝えられた。当時オートバイは、多くのヨーロッパ諸国と同様、日本でもその生産の容易さと購入と使用の経済性により広範な交通手段になっていた。日本の二輪車生産台数は、1950年の1万台から1954年には75万台にまで増加し、国内メーカーは100社を超えていた。
オートバイ製作の決定までには、三輪バイクの製作なども検討された。その後の市場拡大や、社長や幹部による海外視察を重ね、翌年4月ころにはオートバイ製作が正式に始まった。

## コンセプトモデル

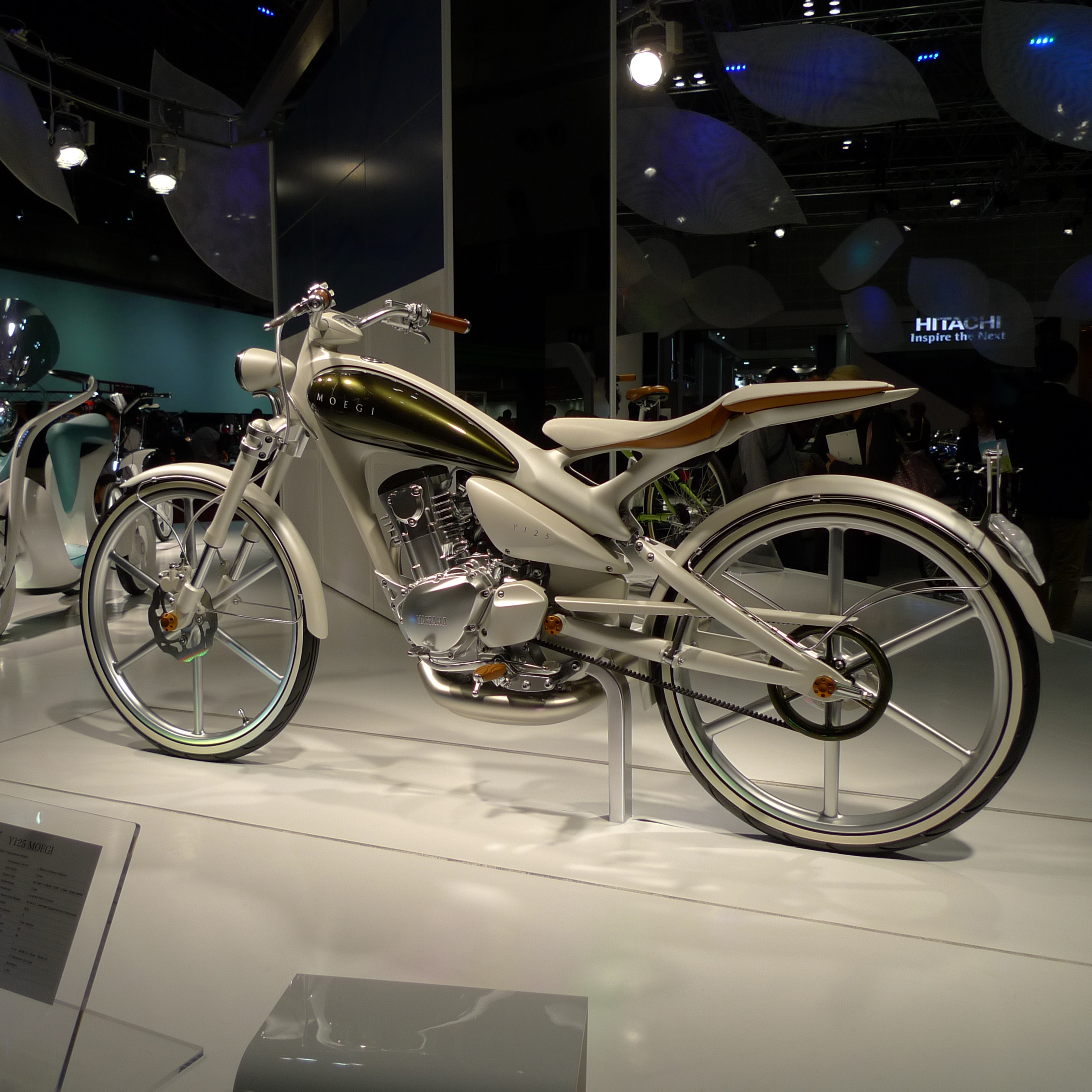
Y125 もえぎ
（2011年東京モーターショー）

2011年の第42回東京モーターショーにて、ヤマハ発動機が発表したコンセプトモデル「Y125 もえぎ」は、YA-1のラインに沿って製作された。空冷125cc単気筒エンジン（SOHC4ストローク）を搭載し、軽量・スリムでヤマハらしい感性をコンセプトに発表された。重量は80㎏とされ、これはYA-1よりも大幅に軽量化されているものである。
エンジンはYBR125のE399E型（123cc・空冷4ストロークSOHC2バルブ単気筒エンジン）をベースに開発され、燃費は80km/Lであるとされている。